# Amylocorticium canadense
Amylocorticium canadense är en svampart som först beskrevs av Edward Angus Burt, och fick sitt nu gällande namn av J. Erikss. & Weresub 1974. Amylocorticium canadense ingår i släktet Amylocorticium och familjen Amylocorticiaceae.   Inga underarter finns listade i Catalogue of Life.